# Campionato Europeo UEFS 2006
Il settimo Campionato europeo di futsal (calcio da sala) denominato Eurofutsal, organizzato dalla UEFS si è svolto a Santa Coloma, nella regione spagnola della Catalogna nel 2006 ed ha visto la partecipazione di dieci formazioni nazionali. In questa edizione la Russia ha sopravanzato i padroni di casa della Catalogna, una delle due selezioni delle regioni autonome spagnole assieme ai Paesi Baschi giunti ottavi.

## First Round
| Gruppo A    |     |   |   |   |   |    |    |
| Squadra     | Pti | G | V | N | P | GF | GS |
| Rep. Ceca   | 9   | 3 | 3 | 0 | 0 | 15 | 2  |
| Norvegia    | 6   | 3 | 2 | 0 | 1 | 12 | 12 |
| Paesi Bassi | 3   | 3 | 1 | 0 | 2 | 10 | 15 |
| Israele     | 0   | 3 | 0 | 0 | 3 | 2  | 10 |

| Rep. Ceca    | 7 - 0 | Paesi Baschi |
| Norvegia     | 3 - 1 | Israele      |
| Norvegia     | 7 - 6 | Paesi Baschi |
| Rep. Ceca    | 3 - 0 | Israele      |
| Paesi Baschi | 4 - 1 | Israele      |
| Rep. Ceca    | 5 - 2 | Norvegia     |

| Gruppo B  |     |   |   |   |   |    |    |
| Squadra   | Pti | G | V | N | P | GF | GS |
| Russia    | 6   | 2 | 2 | 0 | 0 | 25 | 2  |
| Belgio    | 3   | 2 | 1 | 0 | 1 | 12 | 8  |
| Australia | 0   | 2 | 0 | 0 | 2 | 1  | 28 |

| Russia | 18 - 0 | Australia |
| Belgio | 10 - 1 | Australia |
| Russia | 7 - 2  | Belgio    |

| Gruppo C                                  |     |   |   |   |   |    |    |
| Squadra                                   | Pti | G | V | N | P | GF | GS |
| Catalogna                                 | 4   | 2 | 1 | 1 | 0 | 8  | 4  |
| Sant'Elena, Ascensione e Tristan da Cunha | 4   | 2 | 1 | 1 | 0 | 6  | 5  |
| Italia                                    | 0   | 2 | 0 | 0 | 2 | 3  | 8  |

| Catalogna | 3 - 3 | St.Elena |
| Italia    | 2 - 3 | St.Elena |
| Catalogna | 5 - 1 | Italia   |

## Seconda fase
| Quarti di finale |        |              |
| Repubblica Ceca  | 5 - 2  | Italia       |
| Norvegia         | 3 - 6  | Belgio       |
| Russia           | 11 - 0 | Sant'Elena   |
| Catalogna        | 1 - 0  | Paesi Baschi |
| 9º-10º posto     |        |              |
| Israele          | 15 - 1 | Australia    |
| Australia        | 1 - 8  | Israele      |

## Terza fase
| Dal 5º all'8º posto             |        |              |
| Norvegia                        | 6 - 3  | Paesi Baschi |
| Italia                          | 6 - 5  | Sant'Elena   |
| Semifinals                      |        |              |
| Repubblica Ceca                 | 1 - 5  | Russia       |
| Catalogna                       | 3* - 3 | Belgio       |
| * Catalogna vince ai rigori 3-2 |        |              |

## Fase finale
| 7º-8º posto     |        |              |
| Sant'Elena      | 9 - 7  | Paesi Baschi |
| 5º-6º posto     |        |              |
| Norvegia        | 11 - 6 | Italia       |
| 3º-4º posto     |        |              |
| Repubblica Ceca | 4 - 3  | Belgio       |
| FINALE          |        |              |
| Russia          | 3 - 1  | Catalogna    |

## Classifica finale
- Russia
- Catalogna
- Repubblica Ceca
- Belgio
- Norvegia
- Italia
- Sant'Elena
- Paesi Baschi
- Israele
- Australia